# Antoon Quaedvlieg
Antoon Alfons Quaedvlieg (Heerlen, 17 mei 1958 – Nijmegen, 28 februari 2024) was een Nederlands hoogleraar aan de Radboud Universiteit.
Hij was zoon van Antoinette Marie Joséphine van Leent en Antoine Pierre Joseph Hubert Quaedvlieg.
Quaedvlieg studeerde zelf tussen 1976 en 1983 rechten aan genoemde universiteit, dan nog Katholieke Universiteit Nijmegen geheten. De studie werd slechts onderbroken door een studie in 1981/1982 aan de Universiteit van Poitiers. Vanaf 1983 was hij wetenschappelijk medewerker aan genoemde universiteit; in 1987 volgde het proefschrift Auteursrecht op techniek. Hij kreeg er de J.C. Ruijgrok-prijs van het Koninklijke Hollandsche Maatschappij der Wetenschappen (KHMW) voor. Auteursrecht was en werd zijn vakgebied. Hij was vooral gespecialiseerd in het auteursrecht behorende bij intellectueel eigendommen (denk aan computergames etc.). Hij was advocaat (en procureur) bij Van Doorne & Sjollema en ook Klos c.s. en haar voorgangers.
Vanaf 1990 was hij hoogleraar Privaatrecht met namen op gebieden als handels- en economisch recht, industriële eigendom en (internationaal en rechtsvergelijkend) auteursrecht.
Buiten de universiteit was hij ook actief in zijn vakgebied. Zo stond hij aan de basis van het Trademark Law Institute en voerde de redactie van het blad Auteursrecht (eerder Tijdschrift voor auteurs, media en informatierecht). Hij was lid van de Benelux-raad voor intellectuele eigendom (BRIE, 2010-2022) en adviescommissie Auteursrecht (Ministerie van Justitie en Veiligheid). Zijn gesprekken met collegae als de Wittem Groep leidde tot het ontwerp voor een auteursrechtverordening (2010). Vanaf 1992 was hij bestuurslid van de Vereniging voor Auteursrecht; tussen 2004 tot 2011 was hij er voorzitter. Van 2011 en 2016 was hij vicevoorzitter voor bij ALAI (Internationale auteursrechtenorganisatie).
- Bibsys: 12065687
- Gemeinsame Normdatei: 1067219943
- International Standard Name Identifier: 0000 0000 2929 1375
- Library of Congress Control Number: n88650716
- Nederlandse Thesaurus van Auteursnamen: 072700483
- Virtual International Authority File: 55732126